# Michèle Debonneuil
 (août 2020).
 (août 2020).
Michèle Debonneuil (née Boudigues), née le 10 juin 1948 à Fontenay-aux-Roses,, est une administratrice de l'Insee et inspectrice générale des finances française. Connue du grand public pour son action dans l'instauration du Plan de développement des services à la personne, elle est la créatrice du concept d'« économie quaternaire ». 

## Biographie

### Jeunesse et études
Son père est ingénieur dans l’industrie aéronautique.
Diplômée de l’ENSAE en 1973, Michèle Debonneuil devient administratrice de l'Insee à la fin de ses études.

### Parcours professionnel
Elle est directrice de l’Observatoire économique de Champagne-Ardenne de 1974 à 1980, puis chef de la division conjoncture générale à l’Insee de 1981 à 1986. 
De 1987 à 1989 elle est conseillère économique du Directeur du Trésor, Jean-Claude Trichet, puis directrice du service des études économiques et financières à la banque Indosuez de 1990 à 1996. Elle devient alors conseillère à l’OCDE en 1997-1998 puis Chef du service économique, financier et international au Commissariat général du Plan de 1998 à 2004. 
Elle devient ensuite, de 2004 à 2007, conseillère auprès du ministre de l’Emploi, de la Cohésion sociale et du Logement pour la conception et la mise en place du Plan de développement des services à la personne. 
Elle est nommée inspectrice générale des finances en 2007.

## Responsabilités
Michèle Debonneuil a été membre du Conseil d’analyse économique de 1997 à 1999 puis de 2004 à 2010 ; elle a participé aux travaux de la Commission Attali et a été membre du comité scientifique de l’Arcep. Elle a également été Présidente du Comité scientifique de l’Agence nationale des services à la personne, membre du Conseil de l’emploi, des revenus et de la cohésion sociale (CERC), du Conseil économique pour le développement durable (CEDD) et du Conseil d’orientation de France Investissement, personnalité associée du Conseil économique, social et environnemental (CESE) et professeur en 3e année à HEC Paris.

## Vie privée
Elle est mariée à Xavier Debonneuil, ancien élève de l’École Polytechnique, issu de la même promotion de l’Ensae et conseiller du gouverneur de la Banque de France. Celui-ci meurt dans un accident de voiture le 26-27 décembre 2002 avec leur fille.

## Travaux

### Évaluation de la pauvreté à Reims
Alors directrice de l’Observatoire économique de Champagne-Ardenne, Michèle Debonneuil réalise une étude novatrice des familles pauvres avec enfants à Reims, ces familles étant repérées par le croisement des nombreuses sources administratives existantes : fichier des Caisses d'allocations familiales, de la taxe d'habitation, etc.. Ces données administratives, complétées par des enquêtes de terrain, ont permis la construction d’un « profil de pauvreté » pour Reims, utilisant une méthode novatrice pour la France.

### Études sur la conjoncture et la croissance
Par la suite, Michèle Debonneuil devient progressivement une experte reconnue en matière de politique conjoncturelle et de croissance économique, avec des travaux sur les sujets les plus divers : l'économie du pétrole, le coût énergétique, la balance des paiements, la prévision économique, le commerce extérieur et la compétitivité, les taux de change, les salaires et l’inflation, le libre échange, le chômage, l’Union européenne, la finance internationale, le partage de la valeur ajoutée, les systèmes de retraite, la compétitivité, la mondialisation.

### La nouvelle économie numérique
En 1998, Michèle Debonneuil publiait avec Daniel Cohen un ouvrage sur la révolution industrielle induite par le développement des technologies de l'information et de la communication (TIC). Le rapport notait le retard de l'Europe et de la France dans ce domaine par rapport aux États-Unis et recommandait un accroissement des efforts dans la production, la diffusion et l'assimilation des nouvelles technologies, et dans la R&D associée

### Les services de proximité, les services à la personne
Dans le cadre de ses analyses du marché du travail, Michèle Debonneuil s'est de plus en plus intéressée aux services de proximité ou services à la personne. Pour elle, il s'agit d'activités aujourd’hui dévalorisées, mais du secteur qui créera le plus d’emplois dans le futur dans les pays développés. La qualité de ces emplois devrait s'améliorer avec les technologies numériques et par une professionnalisation croissante de ce secteur. Elle a pu approfondir ses analyses en participant au développement d'un plan de développement des services à la personne dans le cadre du plan de cohésion sociale ou « plan Borloo » de 2004. De plus, ce développement devrait s'accompagner d'une croissance plus respectueuse de l’environnement

### L’économie quaternaire
Ces approfondissements ont conduit Michèle Debonneuil à développer le concept d'« économie quaternaire » ou « économie du quaternaire », comprenant un nouveau secteur économique (qui correspond à de nouveaux modes de vie et de production) conjuguant le secteur secondaire et le secteur tertiaire. Ce secteur comprend les nouveaux produits que les consommateurs achètent -. Ce ne sont ni des biens, ni des services, mais de nouveaux produits -« des solutions » -  qui sont composés de biens et de services. Ils mettent à la disposition des consommateurs, grâce aux technologies numériques des biens (qui deviennent progressivement des objets connectés ou autonomes )ou/et des personnes qui prennent soin de ces  biens ou de ces personnes sur leurs lieux de vie. Ce nouveau secteur "quaternaire" tirera la croissance de la nouvelle économie numérique comme le secteur secondaire a tiré jadis l'économie industrielle de la mécanisation. Dans ce contexte, tous les services publics et sociaux devront être repensés pour soutenir son développement au lieu de l'entraver. Enfin, l’économie quaternaire constituerait la meilleure réponse au défi du développement durable, puisqu'elle permet de mettre en place de façon endogène l'économie de fonctionnalité et de circularité.
En juillet 2011, le premier ministre français chargeait Michèle Debonneuil d’une mission de coordination du suivi et de l'évaluation d'expérimentations concernant l'utilisation des TIC dans le cadre de cette nouvelle économie du quaternaire, notamment au travers de systèmes de contrôles automatiques et à distance portant soit sur des biens soit sur des personnes.
En 2017, Michèle Debonneuil publie un nouvel ouvrage positionnant l'économie quaternaire par rapport aux GAFA

## Distinctions
Michèle Debonneuil est chevalier de la Légion d’honneur et officier dans l'ordre national du mérite.